# Джеймс Квесі Аппіа
Джеймс Квесі Аппіа (англ. Kwesi Appiah; нар. 30 червня 1960, Кумасі) — ганський футболіст, що грав на позиції захисника. Після завершення ігрової кар'єри — футбольний тренер. З 2017 до 2020 року очолював тренерський штаб національної збірної Гани.

## Клубна кар'єра
У дорослому футболі дебютував 1983 року виступами за команду ганського клубу «Асанте Котоко», кольори якої і захищав протягом усієї своєї кар'єри гравця, що тривала одинадцять років.

## Виступи за збірну
У 1987 році дебютував в офіційних матчах у складі національної збірної Гани, грав у її складі протягом 6 років.

## Кар'єра тренера
Розпочав тренерську кар'єру 2008 року, увійшовши до тренерського штабу національної збірної Гани. Протягом 2010—2011 років був головним тренером національної збірної. З призначенням у січні 2011 року головним тренером ганської збірної Горана Стевановича залишився у національній команді як асистент головного тренера.
У квітні 2012 року повторно призначений головним тренером збірної Гани. Очолював команду на розіграші Кубка африканських націй 2013 року, що проходив у ПАР.
Успішно вирішив завдання виходу збірної до фінальної частини чемпіонату світу 2014 року. На мундіалі африканці записали собі до активу нічию з рахунком 2:2 у грі групового етапу проти збірної Німеччини. Для німецької збірної, яка того року стала чемпіоном світу, ця втрата очок виявилася єдиною на турнірі, проте сама Гана програла решту матчів групового етапу і до стадії плей-оф не пробилася. Після чемпіонату світу Аппіа залишив тренерський штаб збірної.
Протягом 2014—2017 років працював з командою суданського клубу «Ель-Хартум». У квітні 2017 року повернувся до тренерського штабу збірної Гани.

## Титули і досягнення
- Переможець Кубка африканських націй: 1982
- Срібний призер Кубка африканських націй: 1992